# Tống đế Bính
Tống đế Bính (chữ Hán: 宋帝昺; 12 tháng 2, 1271 - 19 tháng 3, 1279), đôi khi gọi là Tống Thiếu Đế (宋少帝) là vị hoàng đế thứ 9 và là hoàng đế cuối cùng của triều đại Nam Tống trong lịch sử Trung Quốc. Ông là con trai thứ của hoàng đế Độ Tông triều Nam Tống, mẹ là Du tu dung. Sau khi kinh thành Lâm An thất thủ về tay quân Nguyên, Triệu Bính cùng anh là Tống Đoan Tông chạy ra Mân, Quảng tiếp tục kháng Nguyên. Vào tháng 5 năm 1278, đế Thị qua đời, Triệu Bính mới 8 tuổi được lập làm hoàng đế ở Phong châu với niên hiệu Tường Hưng để duy trì nhà Tống. Lúc này quân Nguyên tiếp tục tiến về phía nam hòng diệt hẳn triều đình lưu vong và thống nhất Trung Quốc. Ngày 19 tháng 3 năm 1279, quân Nguyên do Trương Hoằng Phạm chỉ huy tiến công vào lãnh địa cuối cùng của Tống là Nhai Sơn, Tả thừa tướng Lục Tú Phu ôm đế Bính nhảy xuống biển tự vẫn, triều Nam Tống diệt vong.

## Bỏ chạy ra Mân, Quảng
Triệu Bính là hoàng tử thứ hai của Tống Độ Tông Triệu Kì, mẹ là Du tu dung. Ông chào đời vào ngày 12 tháng 2 năm 1271 tại kinh thành Lâm An. Ba năm sau, năm 1274, Tống Độ Tông băng hà, quyền thần Giả Tự Đạo lấy lý do lập đích tự, bỏ qua hoàng tử trưởng là Triệu Thị mà lập Triệu Hiển con Toàn hoàng hậu làm vua, tức là Tống Cung Đế. Triệu Thị được phong làm Cát vương còn Triệu Bính trở thành Tín vương.
Từ năm 1271, vua Mông Cổ là Hốt Tất Liệt xưng quốc hiệu là Nguyên và đẩy mạnh cuộc chiến tranh nhằm tiêu diệt Nam Tống. Ngay sau khi Cung Đế lên ngôi, quân Nguyên do Bá Nhan chỉ huy đã ồ ạt tiến xuống miền nam, vượt Trường Giang tiến thẳng vào Lâm An. Triều đình nhà Tống lúc đó đã rất suy yếu, không thể chống đỡ nổi quân Nguyên. Vào năm 1275, đại thần Lâm An doãn Văn Thiên Tường thấy thế đã nguy cấp nên thỉnh cầu cho nhị vương ra trấn Mân, Quảng hòng tìm kế khôi phục, triều đình không nghe, nhưng cũng có lệnh để nhị vương xuất các, mở phủ đệ bên ngoài. Đến cuối năm này, quân Đại Nguyên đã tiến sát Lâm An, tông thân một lần nữa cực lực thỉnh cầu, thái hoàng thái hậu Tạ thị (người nhiếp chính) mới để đồng ý, đổi Thị là Ích vương, phán Phúc châu, Phúc Kiến An phủ đại sứ; còn Triệu Bính làm Quảng vương, phán Tuyền châu kiêm phán Nam ngoại tông chánh, đi theo còn có Dương thục phi, Du tu dung mẹ của nhị vương, phò mã đô úy Dương Trấn cùng Dương Lượng Tiết, Du Như Khuê.... Lúc quân Đại Nguyên đến Cao Đình Sơn, Dương Trấn đưa nhị vương sang Vụ châu.
Ngày 4 tháng 2 năm 1276, Quân Nguyên tiến vào Lâm An, Tạ thái hậu cùng Tống Cung Đế đầu hàng. Bá Nhan nghe tin nhị vương đã bỏ trốn liền sai Phạm Văn Hổ đưa quân đuổi theo đến Vụ châu để truy bắt, đồng thời yêu cầu Dương Trấn cùng nhị vương phải ra hàng. Dương Trấn nghĩ kế quay lại Lâm An để trì hoãn truy binh Nguyên. Bọn Lượng Tiết phò tá hai vương lánh ở núi Nặc Sơn trong bảy ngày, sau đó đến Ôn châu rồi hạ lệnh triều Trần Nghi Trung ở Thanh Áo, Trương Thế Kiệt ở Định Hải đến hộ giá. Nhớ xưa kia Cao Tông bị người Kim truy đuổi cũng đã phải chạy đến đây, nay tình cảnh còn thậm tệ hơn lúc trước, chúng tướng ai nấy đều than khóc rồi họ tôn Triệu Thị làm Thiên hạ binh mã đô nguyên soái, Triệu Bính làm phó, xuất binh trừ hại, lại sai người triệu tập người dân trung nghĩa ở Mân, Quảng tìm kế khôi phục.
Sau đó thái hoàng thái hậu và Cung Đế bị bắt về Nguyên. Tháng 5 ÂL, ngày Ất Mùi, bọn Nghi Trung tôn lập Triệu Thị làm vua Tống ở Phúc châu, cải nguyên Cảnh Viêm, tức là Tống Đoan Tông, phong Dương thục phi làm thái phi lâm triều nghe chính, cải phong Triệu Bính làm Vệ vương. Lúc này quân Nguyên vẫn tiếp tục nam hạ, các thành trì của Tống lần lượt bị mất, Lưỡng Hoài Lưỡng Triết mất sạch, Dương châu cũng thất thủ. Ít lâu sau do miền bắc có loạn, Nguyên Thế Tổ triệu Bá Nhan về nước, quân Tống mới thừa cơ lấy lại được một số nơi. Sau khi bình xong nội loạn, Bá Nhan lại chia quân đánh Tống, triều Tống đã sát bờ diệt vong.

## Hoàng đế lưu vong
Tháng 5 năm 1278, Trương Thế Kiệt phò Tống Đoan Tông ra Thiển Loan rồi Tỉnh Áo, bỗng có cuồng phong làm lật thuyền của vua Tống. Tuy được cứu nhưng Tống Đoan Tông cũng đã rất yếu ớt. Ngày 10 tháng 5, Tống Đoan Tông qua đời ở Cương châu lúc mới 11 tuổi. Quần thần nhiều người đã muốn bỏ đi, Lục Tú Phu bàn rằng:
"Độ Tông hoàng đế còn một người con ở đây. Xưa cổ nhân có người chỉ với một thành mà còn trung hưng được cơ nghiệp, huống hồ sĩ tốt của chúng ta còn tới mấy vạn, thì sao không lập lên để mưu đồ khôi phục khi mà trời xanh còn chưa tuyệt triều Tống chúng ta."
Quần thần lại lập Vệ vương Bính làm đế, tôn vua vừa mất Triệu Thị là Dụ Văn Chiêu Vũ Mẫn Hiếu hoàng đế, miếu hiệu Đoan Tông, táng ở lăng Vĩnh Phúc. Dương thái phi vẫn lâm triều nghe chính, cải nguyên là Tường Hưng, đổi Cương châu là huyện Tường Long. Lúc đó tể tướng Trần Nghi Trung đã bỏ trốn, Lục Tú Phu và Trương Thế Kiệt cùng nhau phò chính. Tú Phu được tiến phong làm Tả thừa tướng, dâng sách Đại học chương cú để hướng dẫn cho vua Tống.
Tháng 6 ÂL năm đó, tướng Ứng Khoa tử trận tại Lôi châu, phó tướng Vương Dụng đầu hàng. Lý Tượng Tổ ở Cao châu cũng đầu hàng người Nguyên. Trương Thế Kiệt đem quân cứu Lôi châu nhưng lúc đó lương trong thành đã hết nên phải rút quân về, rồi dời Tống đế Bính đến Nhai Sơn, Tân Hội thuộc địa giới Quảng châu, cho binh sĩ vào rừng chặt cây dựng hành cung 30 gian, quân ốc 3000 gian. Nhai Sơn là vùng đất hiểm yếu, có hai cửa đối lập, thế rất tốt cho việc phòng thủ. Nhà Tống đổi Quảng châu thành phủ Tường Long. Quân Nguyên vẫn tiếp tục tấn công, hai tướng Trương Hoằng Phạm và Lý Hằng tiến sát gần Nhai Sơn.
Đầu mùa thu, Hồ Nam chế trí ti Trương Liệt Lương cùng bọn Lưu Ứng Long và hơn mười nam người ở các châu Lôi, Quyènh, Toàn, Vĩnh, Đàm khởi binh hơn vạn người làm việc cần vương, bị tướng Nguyên A Lý Hải Nhai đánh tan, Chu Long Hạ và Triệu Liệt Lương đều tử trận. Văn Thiên Tường thu tàn quân đưa mẹ và em ra Hải Phong đến bến Lệ Giang dâng biểu tự vạch tội mình. Tống đế Bính hạ chiếu gia Thiên Tường là Thiếu bảo, Tín Quốc công, Trương Thế Kiệt là Việt Quốc công. Tháng 8 ÂL, lấy Diêu Lương Thần là Hữu thừa tướng, Hạ sĩ Lâm Tham tri chính sự, Vương Đức Đồng tri Xu mật viện sự.
Tháng 10 ÂL, A Lý Hải Nhai cùng Lý Hằng tấn công Quỳnh châu, tướng Triệu Dữ Lạc đóng quân ở Bạch Sa Khẩu kháng cự, người trong châu bắt Dữ Lạc rồi hàng Nguyên. Quân Nguyên đã tới Quảng châu. Khi Vương Đạo Phu đem quân giao chiến với Nguyên ở Quảng châu thì thất bại và bị bắt, Lăng Chấn cũng thất bại phải lui về Nhai Sơn. Trương Hoằng Phạm đánh tiếp ba châu Chương, Triều, Huệ. Lúc đó Văn Thiên Trường đóng quân ở Triều Dương, Trâu Phượng và Lưu Tử Tuấn được lệnh tấn công hải tặc Trần Ý, Lưu Hưng. Lưu Hưng bị giết, Trần Ý bỏ trốn rồi hàng Nguyên, dẫn đường cho Trương Hoằng Phạm tiến vào Triều Dương, Văn Thiên Trường rút quân về Hải Phong, đến Ngũ Lĩnh thì gặp quân Nguyên do Trương Hoằng Chánh chỉ huy. Quân Tống đại bại, Thiên Trường và Trâu Phượng, Lưu Tử Tuấn, Đổ Hử bị bắt.
Hoằng Phạm dụ Văn Thiên Tường không được, tiếp tục tấn công vào Nhai Sơn.

## Nhai Sơn di hận
Trương Thế Kiệt kết thuyền làm lũy hơn ngàn chiếc quyết cố thủ. Cửa bắc của Nhai Sơn là nước cạn không thể tiến lên, Hoằng Phạm bèn đổi hướng sang cửa nam, nhập Đại Dương, giao chiến với quân của Thế Kiệt. Thuyền của Thế Kiệt liên kết thành một khối bất động. Hoằng Phạm bèn dùng kế tưới dầu vào cỏ khô, nhân gió thổi mà phóng hỏa đốt thuyền. Thế Kiệt cho chuẩn bị đầy bùn nước nên lửa không cháy được thuyền, Hoằng Phạm không làm gì được bèn dùng cách thuyết phục Thế Kiệt đầu hàng, Thế Kiệt không nghe. Hoằng Phạm lại hô to
Trần thừa tướng của các người chạy rồi, Văn thừa tướng đã bị ta bắt. Các người còn làm được gì nữa.
Quân Tống nín lặng. Hoằng Phạm lại cho thuyền chặn cứng cửa sông ngăn chặn quân Tống, vừa lúc Lý Hằng cũng đem quân đến. Hoằng Phạm cho giữ cửa bắc và chia quân làm bốn đường cùng tấn công. Ngày 19 tháng 3 năm 1279, triều lên rất sớm. Hoằng Phạm và Lý Hằng thúc quân tấn công. Hằng đem quân từ cửa bắc theo dòng nước đánh vào, Thế Kiệt đem Hoài binh quyết tử chiến. Giữa trưa triều lên rất cao, quân Nguyên ở phía nam thừa thế cũng đánh vào. Thế Kiệt ra sức tử chiến, Lý Hằng không sao thắng nổi. Giữa lúa đó Trương Hoằng Phạm đem quân đến tiếp ứng, kẹp đánh quân Tống. Hoằng Phạm bắt được tả đại hạm và bảy chiến hạm khác, quân Nguyên nhân đó đánh mạnh hơn. Địch Quốc Tú và Lăng Chấn ra hàng, quân Tống đại bại. Đến chiều tối, gió mưa nổi lên dữ dội, Tô Hữu Nghĩa và mấy người trên 16 chiến thuyền bỏ đi. Trương Thế Kiệt đem thuyền nhỏ đến chỗ Tống chủ đến đưa Tống đế Bính bỏ trốn. Lục Tú Phu thấy thế khó thoát mới thưa với vua Tống:
Việc nước đã như thế, bệ hạ nên chết vì xã tắc. Đức Hựu hoàng đế đầu hàng là đại sỉ nhục, bệ hạ không thể lại bị nhục được
Rồi cùng Tống đế Bính đánh chìm thuyền, nhiều người ở hậu cung cũng nhảy xuống nước chết theo. Dương Thái phi nghe tin, khóc nhảy luôn xuống biển. Trương Thế Kiệt cũng đâm đầu xuống nước tự vẫn. Bảy ngày sau, đến hơn 100.000 xác chết nổi lên mặt biển. Xác Tống Đế Bính cũng ở trong số đó. Nam Tống đến đó là dứt. Tính từ Tống Cao Tông đến Tống đế Bính là 152 năm trải 7 đời 9 vua, nếu tính cả Bắc Tống thì tổng cộng là 320 năm, 18 triều vua.

## Giai thoại
Tại Cửu Long thuộc Hồng Kông có một giai thoại kể rằng:
Khi Lâm An thất thủ, Tống đế Bính chạy trốn tới Cửu Long. Đêm nằm ngủ, vua Tống mơ thấy một vị thần đến nói rằng: "Hãy dừng chân lại ở Thập Long, chỉnh đốn lại quân ngũ thì có thể lập nên nghiệp lớn". Tống đế Bính tỉnh dậy nghĩ rằng đây mới là Cửu Long, cần thêm 1 Long nữa, nên lại tiếp tục chạy trốn đến miền nam, cuối cùng đến Nhai Sơn thì bị quân Nguyên ép chết. Đế Bính quên mất rằng, chính mình là một "long" còn thiếu đó, nếu cộng thêm vào thì Cửu Long sẽ thành Thập Long.

## An táng và thờ tự
Tại Xích Loan, có Tống Thiếu Đế lăng, theo truyền thuyết thì di hài của Thiếu Đế Bính trôi dạt tới vùng phụ cận Xích Loan, được tăng nhân phát hiện, sau khi xem xét trang phục thì chính là Tống Thiếu Đế, bèn đem táng ở đó. Năm 1984 khu công nghiệp Xà Khẩu và hội đồng tộc họ Triệu tại Hồng Kông đã bỏ tiền của tu tạo Tống Thiếu Đế lăng. Hiện nay Tống Thiếu Đế lăng là đơn vị bảo hộ trọng điểm văn vật ở Thâm Quyến.
Tống đế Bính là vị vua cuối của nhà Tống, sau khi mất, nhà Nguyên đã thống trị Trung Hoa. Nhưng đến cuối đời Nguyên, do các vua người Mông Cổ vô đạo, các cuộc khởi nghĩa của nhân dân nổi dậy, trong đó cuộc khởi nghĩa của Tiểu Minh Vương tự xưng là hậu duệ của nhà Tống.
Hiện nay ở Việt Nam vẫn còn đền thờ Tống Đế Bính, Lục Tú Phu và Trương Thế Kiệt tại đền Cờn ngoài, Nghệ An